# Minioner: Berättelsen om Gru
Minioner: Berättelsen om Gru (engelska: Minions: The Rise of Gru) är en animerad amerikansk familjefilm från 2022, producerad av Illumination och Universal Pictures.
Filmen var tänkt att ha premiär den 3 juli 2020 men på grund av den då rådande coronaviruspandemin blev den försenad med två år. Istället hade filmen biopremiär den 1 juli 2022, utgiven av Universal Pictures.

## Handling
Filmen utspelar sig på 1970-talet efter händelserna i Minioner. Gru är en 12-årig pojke som drömmer om att ta över världen. Han försöker bli medlem i Grymlingarna, en grupp superskurkar som nyligen gjort sig av med sin ledare Wild Knuckles (svenska: Willy Knoge) och därmed har en plats ledig. Gru blir avvisad av Grymlingarna men lyckas stjäla en värdefull sten från dem. Stölden innebär att Gru och hans minioner nu är dödsfiender till superskurkarna och tvingas fly undan dem. Minionerna försöker lära sig kung fu för att hjälpa Gru.

## Rollista (i urval)
| Roll                                         | Engelsk röst          | Svensk röst               |
| -------------------------------------------- | --------------------- | ------------------------- |
| Gru                                          | Steve Carell          | Andreas Rothlin Svensson  |
| Belle Bottom/Fräcka Freja                    | Taraji P. Henson      | Frida Öhrn                |
| Master Chow/Mästare Chow                     | Michelle Yeoh         | Astrid Assefa             |
| Wild Knuckles/Willy Knoge                    | Alan Arkin            | Jacob Nordenson           |
| Kevin, Stuart, Bob, Otto och övriga minioner | Pierre Coffin         |                           |
| Dr. Nefario                                  | Russell Brand         | Rafael Edholm             |
| Jean Clawed/Jean-Klo                         | Jean-Claude Van Damme | Dragomir Mrsic            |
| Stronghold/Järnhand                          | Danny Trejo           | Jan Åström                |
| Svengeance/Svendetta                         | Dolph Lundgren        | Linus Carlén              |
| Nun-Chuck/Syster Nunchaku                    | Lucy Lawless          | Sharon Dyall              |
| Marlena Gru (Grus mamma)                     | Julie Andrews         | Charlotte Ardai Jennefors |
| Motorcyklist                                 | RZA                   | Karl Dyall                |
| Silas Ramsbottom/Silas Rumpbotten            | Steve Coogan          | Johan Wahlström           |
| Director Perkins/Direktör Perkins            | Will Arnett           | Adam Fietz                |